# 新長林站
新長林站（：／ Sinjangnim yeok */?）是釜山地鐵1號線沿線的一座地下車站，位於大韓民國釜山廣域市沙下區長林洞，韓語副站名為「荷那醫院」（하나병원）。

## 車站結構
站體為2面2線側式月台的地下車站，候車月台設有月台幕門，並有4處出口。

### 月台配置
| 納溉 ↑ |
| \| 上  |
| ↓ 長林 |

| 月台 | 路線               | 目的地                       |
| ---- | ------------------ | ---------------------------- |
| 上行 | ●釜山都市铁道1号线 | 多大浦海水浴場方向           |
| 下行 | ●釜山都市铁道1号线 | 釜山站、西面、東萊、老圃方向 |

## 歷史
- 2017年4月20日：1號線多大浦延伸線開通，開始營業[1]。

## 車站周邊
- 荷那醫院
- 慶熙醫院
- 長林韓瑞醫院
- 嶺南中學
- 長林現代郵局

## 圖片

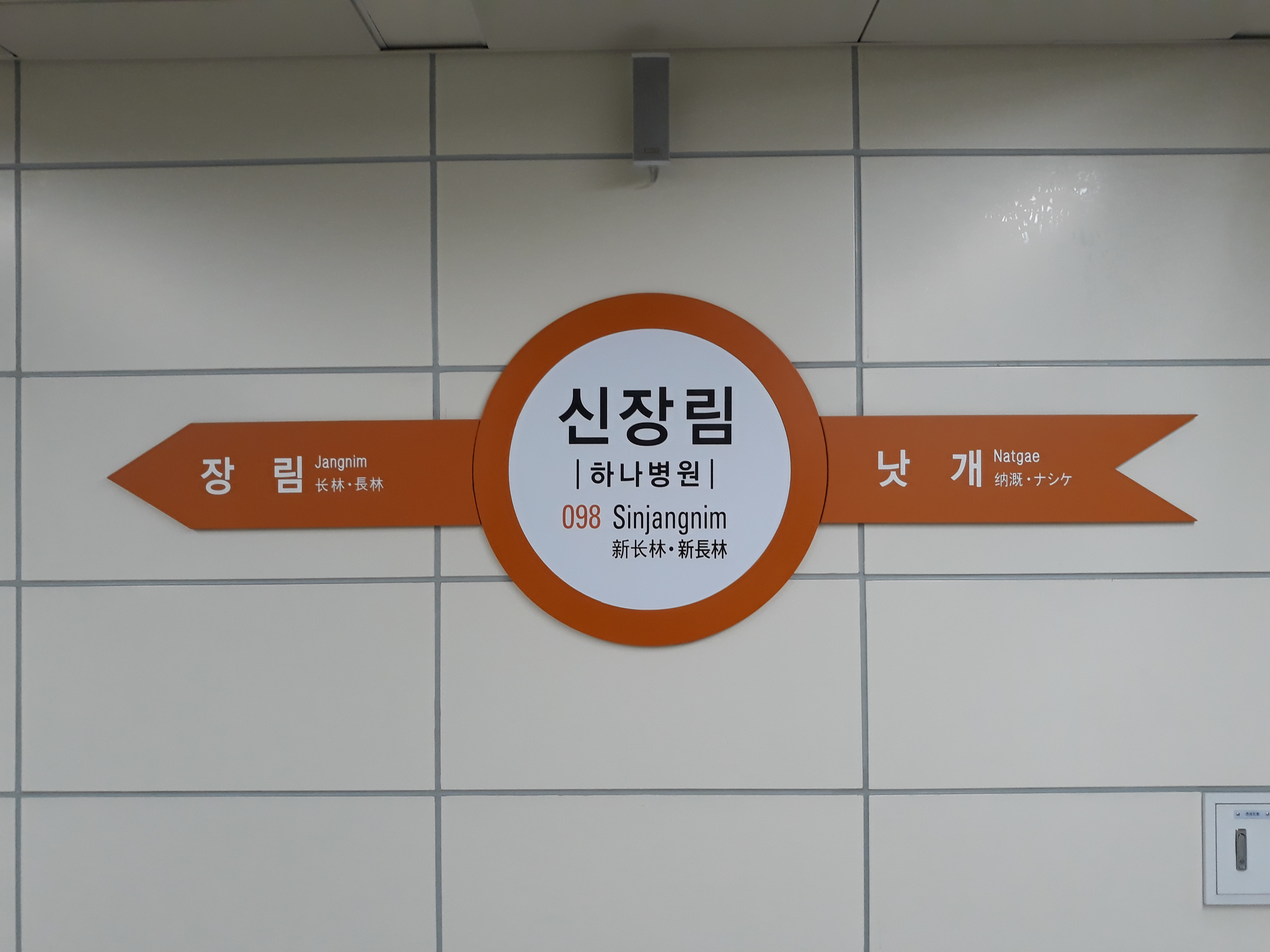
站名牌
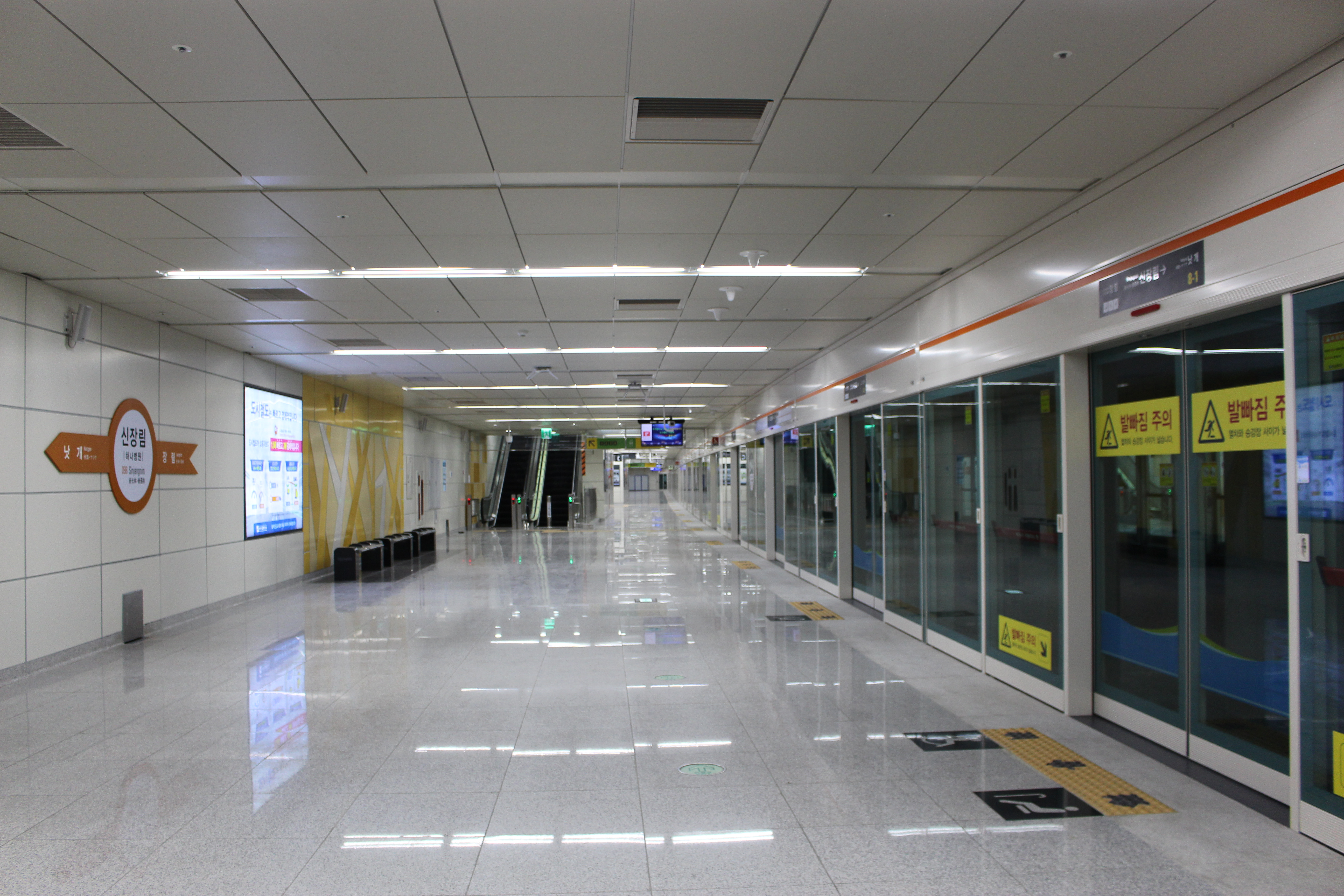
候車月台
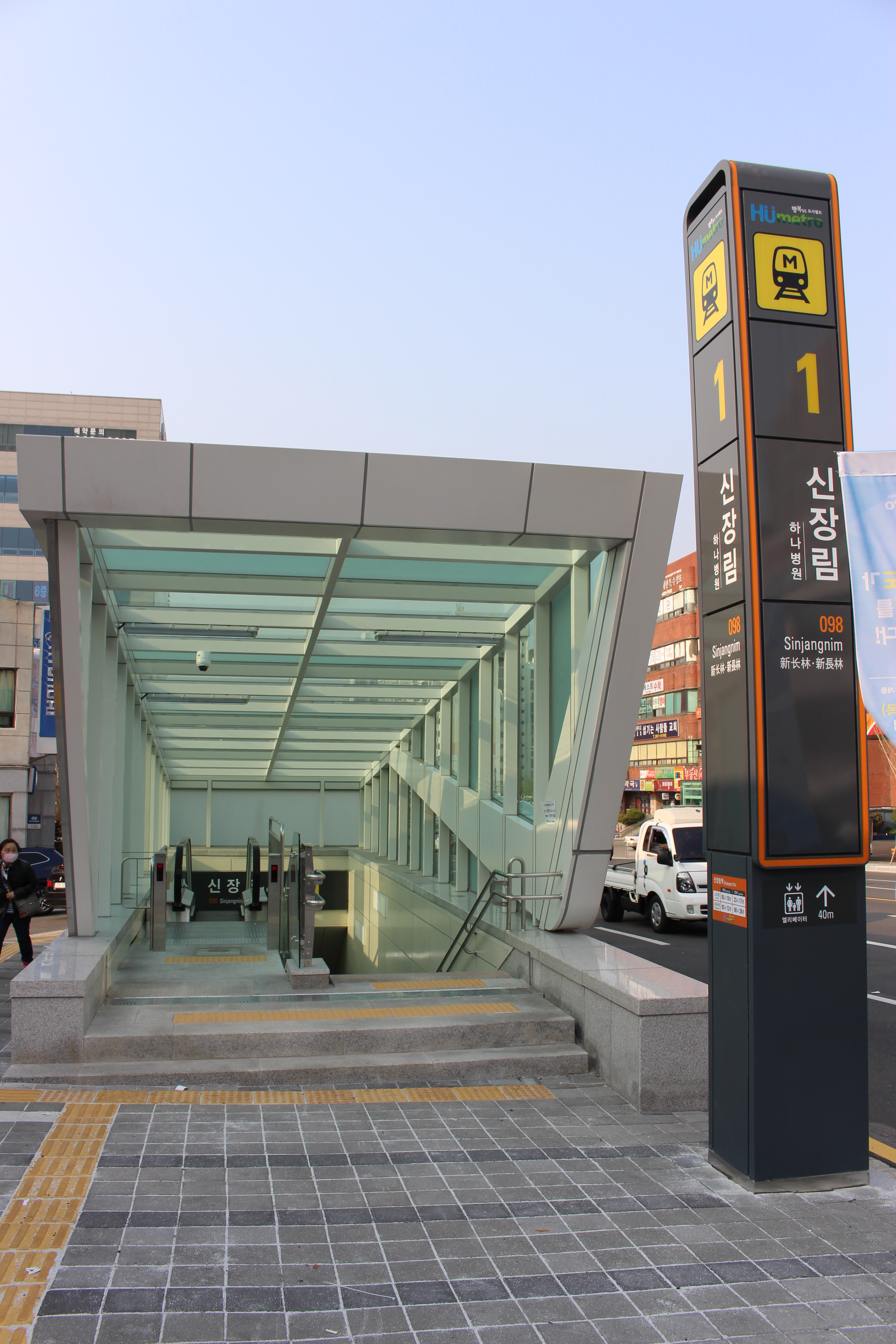
1號出口
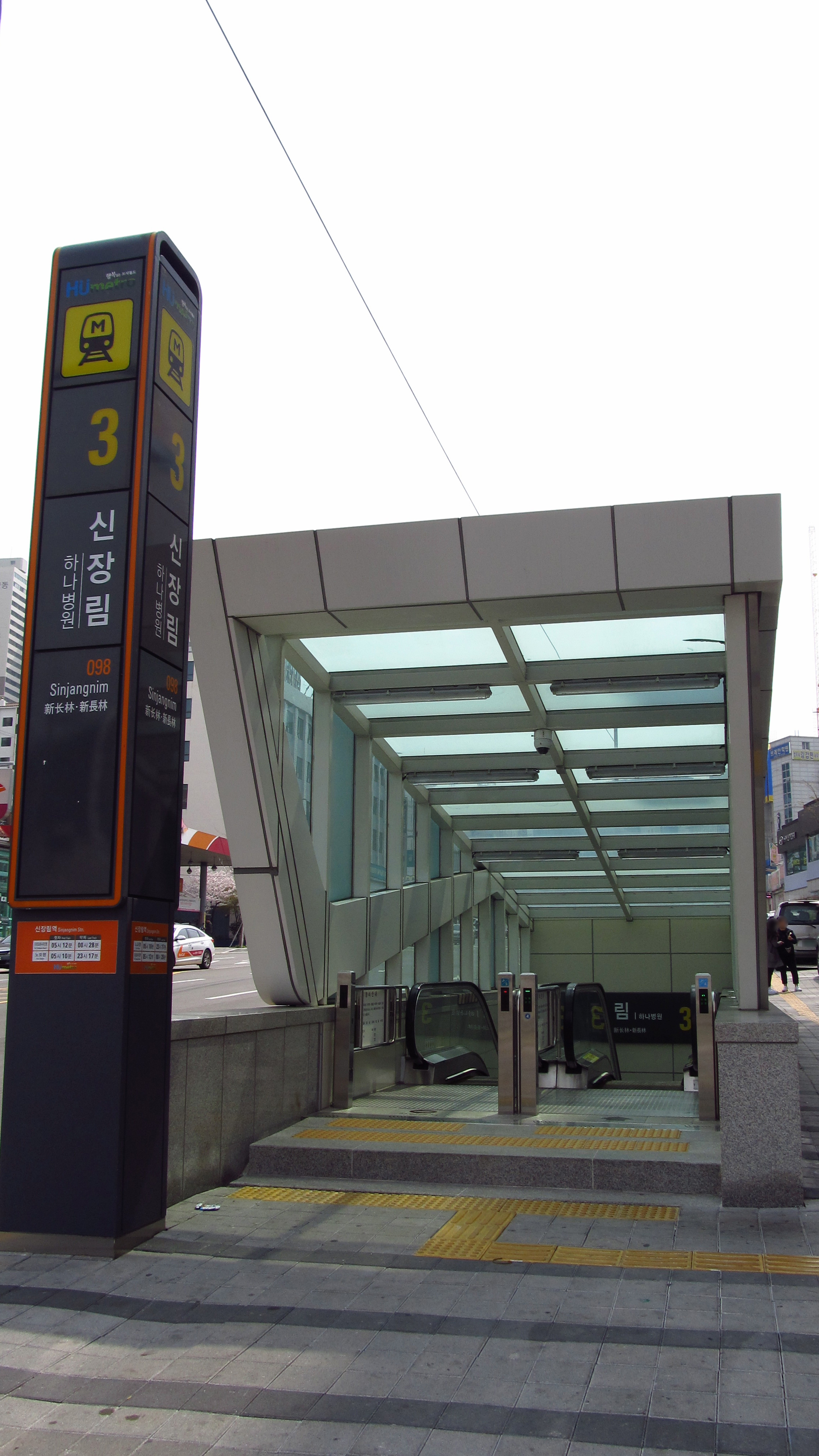
3號出口
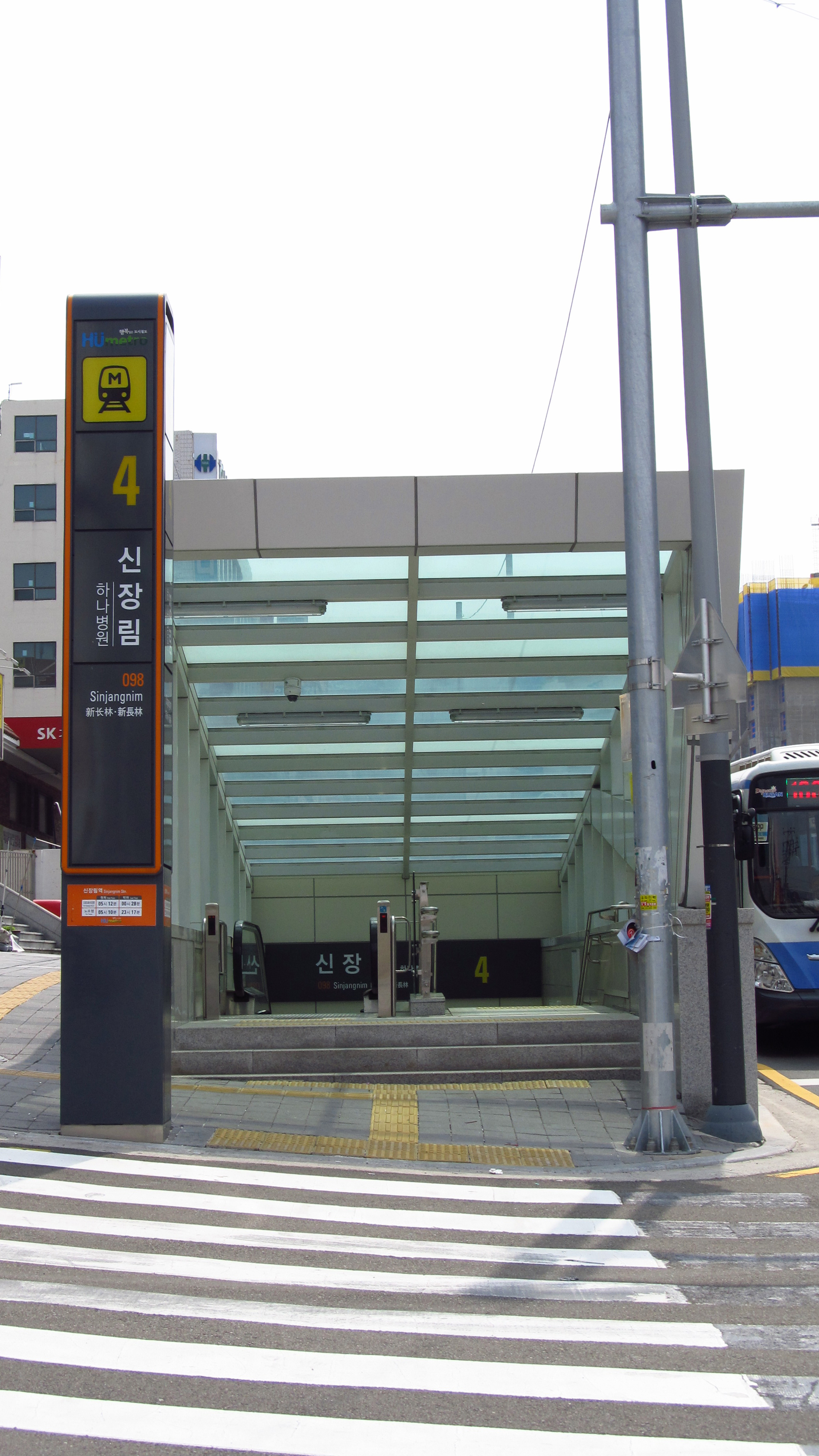
4號出口

## 相鄰車站
釜山交通公社
●釜山都市铁道1号线
納溉（097）－新長林（098）－長林（099）

## 引註資料
1. ↑  . 뉴스앤뉴스. 2017-03-22  [2017-05-02]. （原始内容存档于2017-03-28）.